# Bayerisches Hauptmünzamt

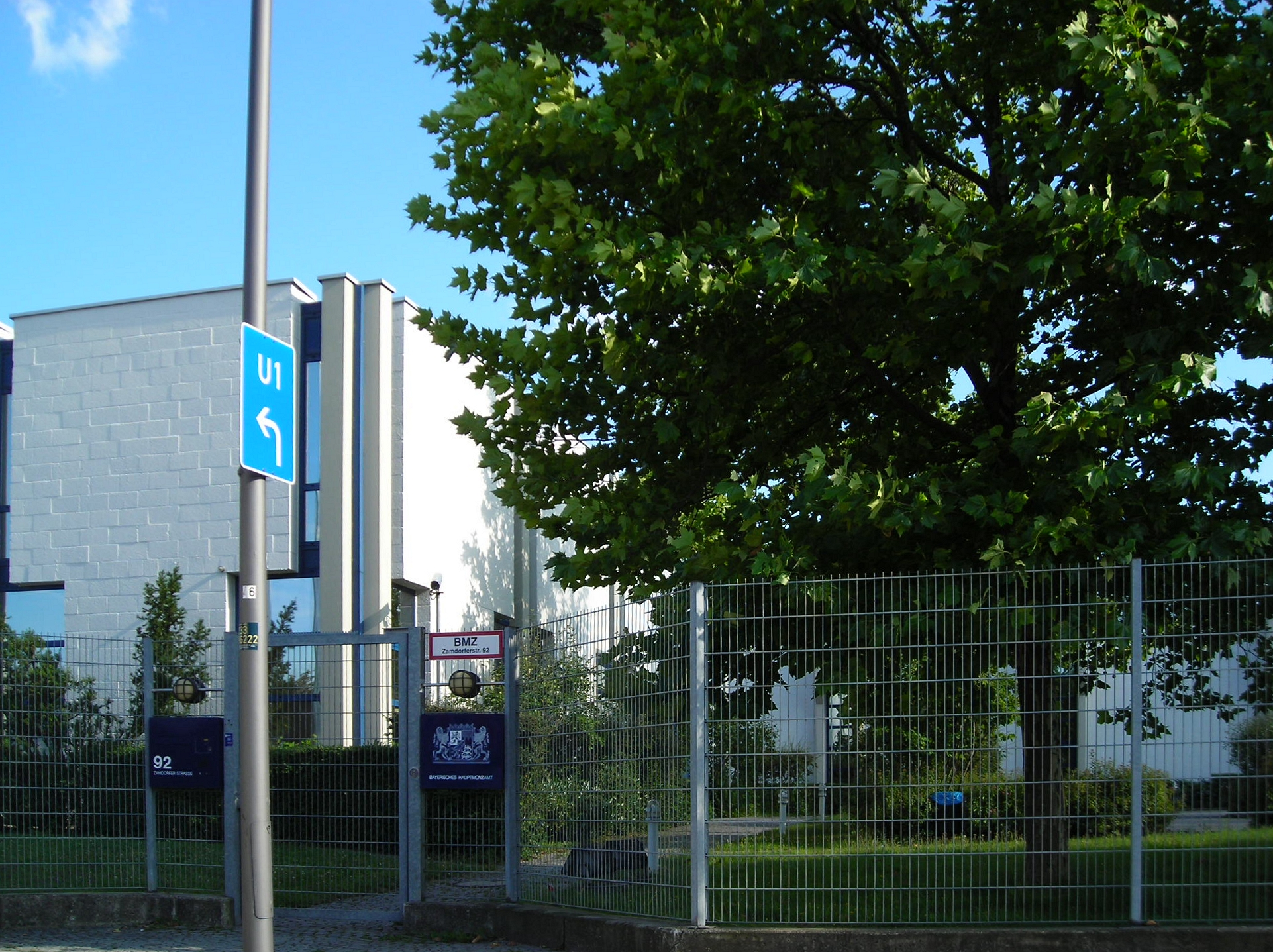
La sede della Bayerisches Hauptmünzamt

La Bayerisches Hauptmünzamt è una zecca della Germania con sede a Monaco di Baviera.
Questa zecca è incaricata della coniazione delle monete tedesche destinate sia alla circolazione che alla collezione. Tutte le monete che escono da questa zecca, pari al 21% delle monete coniate in Germania, presentano sul rovescio una D come marchio.
La Bayerisches Hauptmünzamt opera dal 1871.
La Bayerisches Hauptmünzamt è, insieme alla Staatliche Münze di Berlino, la Hamburgische Münze di Amburgo e la Staatliche Münzen Baden-Württemberg con le due sedi di Stoccarda e di Karlsruhe, una delle cinque zecche di monete tedesche presenti in Germania.